# Jakobsgraben (Havel)
Der Jakobsgraben (historisch auch Flutgraben, Fluthgraben oder Jacobsgraben) ist ein Kanal im Stadtgebiet Brandenburgs an der Havel. Er diente vor allem im Spätmittelalter und in früher Neuzeit der Havelschifffahrt als Wasserstraße und war über 200 Jahre lang Hauptschifffahrtsweg um die Stadt.

## Geschichte
Bereits im Mittelalter, im 13. Jahrhundert, wurden beidseits der Dominsel Brandenburg Dämme in der verzweigten Havel aufgeschüttet und Wassermühlen installiert. Diese stellten für die Flussschifffahrt, die Havel war schon früh ein wichtiger Verkehrsweg gewesen, ein Hindernis dar. Zur Umschiffung des Mühlenstaus wurde 1321 eine Flutrinne, der Jakobsgraben, wahrscheinlich unter Nutzung von Havelarmen und bestehender Abflussgräben, angelegt. Dieser führt in einem weiten Bogen, durch den das Gefälle auf einem langen Fahrtweg ausgeglichen werden konnte, südlich um die Neustadt Brandenburg. Im Flutgraben wurde eine hölzerne Stauschleuse, die Arche, installiert. Die Benutzung war kostenpflichtig. Das Archegeld wurde zwischen der Neustadt und dem Kurfürsten von Brandenburg geteilt. Die Freiarche beziehungsweise der Flutgraben, war bis 1551 Hauptschifffahrtsweg. Danach wurde der Brandenburger Stadtkanal mit der Stadtschleuse Brandenburg ausgebaut und der durchgehende Schifffahrtsweg und der Flutgraben wurde vor allem zum Abflussgraben. Dennoch wurde und wird der Jakobsgraben beidseits bis zu den sperrenden Wehren für nicht durchgehende Schifffahrt beziehungsweise Bootsverkehr genutzt.
Der Jakobsgraben war im Oberlauf vom Brandenburger Stadtkanal bis zur Eisenbahnarche auf einer Länge von 0,52 Kilometer und im Unterlauf von der Försterbrücke bis zur Havel auf einer Länge von 0,68 Kilometer Reichswasserstraße, wurde jedoch nicht Bundeswasserstraße, da er am 1. Oktober 1989 von den Wasserwirtschaftsbehörden der DDR verwaltet und bis zum 25. Dezember 1993 nicht von der Wasserstraßen- und Schifffahrtsverwaltung des Bundes übernommen wurde, weswegen eine Rückübertragung ausgeschlossen ist.

## Beschreibung
Formal gilt der Jakobsgraben als sonstiges, mit den Wasserstraßen verbundenes Gewässer. Er ist laut Brandenburgisches Wassergesetz für den Allgemeingebrauch nutzbar, was bedeutet, dass er nur mit muskelbetriebenen Booten befahren werden darf und als nicht mehr schiffbar gilt. Entsprechend ist er weder eine Bundeswasserstraße noch eine Landeswasserstraße. Er wird von der Unteren Wasserbehörde betreut.
Der Jakobsgraben beginnt südöstlich der Brandenburger Neustadt am Stadtkanal, verläuft zunächst in südliche Richtung, um südlich des Brandenburger Hauptbahnhofs in westliche beziehungsweise nordwestliche Richtung umzuschwenken. Westlich des Hauptbahnhofs mündet der Pumpengraben in den Jakobsgraben ein. Drei Wehre, der Wehrverschluss Jakobsgraben, der Schienendurchlass und das Manhattan-Wehr, sind im Jakobsgraben installiert. Mehrere Brücken führen über den Kanal, unter ihnen eine denkmalgeschützte.